# Amédée Thubé
Amédée Thubé (Nantes, 8 de dezembro de 1884 — Paris, 29 de janeiro de 1941) foi um velejador francês, campeão olímpico. Ele competiu nos Jogos Olímpicos de Verão de 1912 na classe 6 Metre e conquistou a medalha de ouro na disputa a bordo do Mac Miche com Gaston Thubé e Jacques Thubé.
Durante a Primeira Guerra Mundial, serviu como suboficial da Força Aérea. Ele recebeu a Cruz de Guerra de 1914-1918 e a Medalha Militar. · 